# Mannen som gör vad som faller honom in

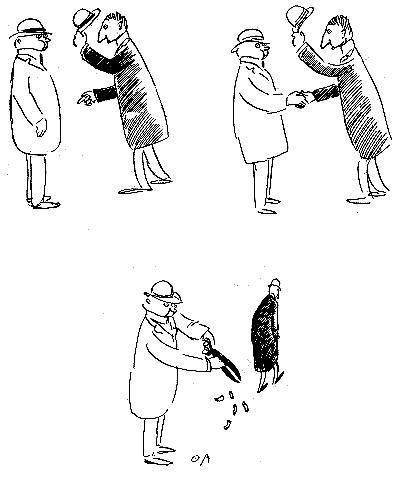
Ett avsnitt av Mannen som gör hvad som faller honom in.

Mannen som gör vad som faller honom in (originalstavning: Mannen som gör hvad som faller honom in), är en pantomimserie skapad av Oskar Andersson (OA) 1902. Serien har ofta kallats för "Sveriges första tecknade serie", vilket inte är riktigt sant. Den var däremot en av de tidigaste återkommande serierna och den första sådana som fick stor genomslagskraft. Trots att serien bara gjordes i ett tjugotal avsnitt är den idag en klassiker som många känner till.

## Innehåll
Serien bestod av små korta historier om en figur (eller möjligen flera figurer – utseendet kunde variera kraftigt) som alltid gav efter för sina infall och inte var begränsad ens av naturlagarna. Mannen som gör vad som faller honom in slängde bort sitt paraply när det slutat regna, plockade behändigt fram en bil ur rockfickan och klippte av sig sina fingrar då han hälsat på en man han inte tyckte om.
Något enstaka avsnitt gjordes även med Kvinnan som gör hvad som faller henne in.

## Hyllningar och parodier
- Mannen som gör vad som faller honom in medverkar i tre rutor i Grön natt, första albumet i serien Tändsticksgubben och Gummitjejen av Horst Schröder och Mikael Grahn.
- En ful fisk av Oscar Hjelmgren är något av en modern variant av Oskar Anderssons serie och har en liten skallig spetsörad gubbe i huvudrollen. Hjelmgren var väldigt inspirerad av O.A.,[1] vilket kanske kan förklara likheten. OA:s figur gästspelar själv i en stripp av serien.

## Seriealbum/samlingsvolymer
- 1956 – OA: "Mannen som gör vad som faller honom in och andra historier", Bonniers.
- 1970 – OA: "Mannen som gör vad som faller honom in: urval", Aldus/Bonnier.
- 1981 – OA: "Mannen som gör vad som faller honom in och andra teckningar", Niloe. ISBN 91-7102-118-3 (inb.).
- 1985 – OA: "Oskars absurditeter", Corona. ISBN 91-564-0976-1.
- 1995 – OA: "Mannen som gör vad som faller honom in", Bouquiniste. ISBN 91-972632-0-6.
- 2005 – OA: "Mannen som gör vad som faller honom in: skämtteckningar och serier i urval", Bakhåll. ISBN 91-7742-230-9 (inb.).
- 2007 – OA: "Mannen som gör vad som faller honom in", faksimil av den ursprungliga samlingen, utgiven på CD-rom. Seriefrämjandet. ISBN 978-91-85161-36-2 (CD).